# Ghana Airways

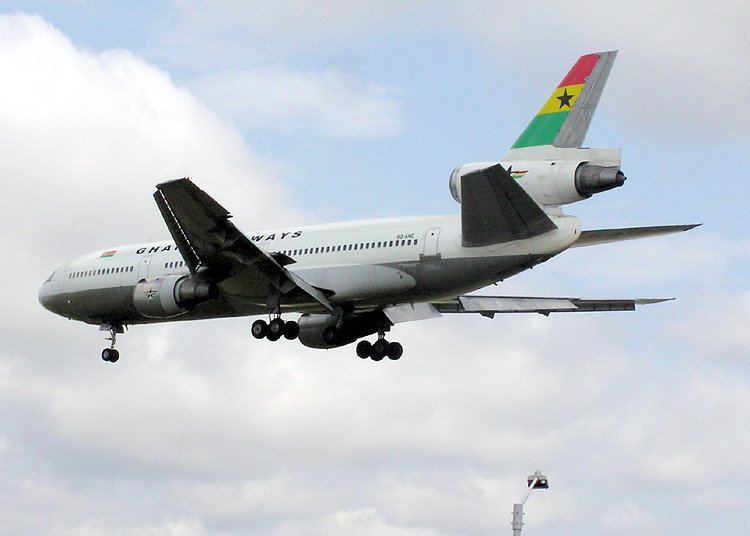
Un DC-10 de Ghana Airways que fue utilizado en las rutas internacionales de la aerolínea.

Ghana Airways fue una aerolínea con base en el Aeropuerto Internacional Kotoka, en Acra, Ghana. Todas las operaciones terminaron en 2004, cuando la compañía fue liquidada. Posteriormente, Ghana tuvo una nueva aerolínea nacional, Ghana International Airlines, en lo que fue una asociación entre el gobierno de Ghana y los inversionistas privados estadounidenses, no obstante, esta última también cerró sus operaciones en 2010.

## Historia

### Primeros años (1958-1998)
Ghana Airways fue fundada el 4 de julio de 1958 por el gobierno de Ghana con un capital inicial de 400.000 libras esterlinas, con una participación del 60% para el gobierno y el resto para BOAC. Tras la fundación de la compañía, se firmó un acuerdo de siete años entre la aerolínea y BOAC, que incluyó el traslado de personal de BOAC a Acra y la capacitación de personal ghanés para que asumiera la gestión y operación de la aerolínea. Antes de la fundación de la compañía, BOAC y West African Airways Corporation eran responsables de los servicios internacionales desde Ghana, operando vuelos compartidos desde África Occidental a Londres. Para sus operaciones iniciales, Ghana Airways se unió a los vuelos compartidos cuando BOAC comenzó a operar la ruta Acra-Londres el 16 de julio de 1958 con un Boeing 377 Stratocruiser. El avión operaba con bandera ghanesa y una decoración mínimamente adaptada de la de la aerolínea británica. La relación de la aerolínea con West African Airways finalizó el 30 de septiembre, y el 1 de octubre comenzó a operar los vuelos nacionales y regionales que anteriormente ofrecía WAAC. El primer avión de la aerolínea, y por lo tanto el primero en matricularse en Ghana desde la independencia del país, fue un De Havilland DH.114 Heron, entregado el 30 de diciembre. Al finalizar el primer año de operaciones, la aerolínea había obtenido una ganancia neta de 28.000 dólares estadounidenses.
Un segundo Heron fue entregado a la aerolínea en 1959, y el 9 de marzo entró en servicio el primer Douglas DC-3. Los vuelos a Londres utilizaron Bristol Britannia, arrendados a BOAC desde el 16 de abril, lo que provocó una reducción en los servicios de Stratocruiser y el retiro del modelo tras su último vuelo a Londres, vía Barcelona, el 31 de agosto. Los servicios de Stratocruiser de BOAC en la ruta cesaron el 31 de mayo. A finales de 1959, se encargó un servicio de dos Britannia y se inauguró un servicio a Conakri. En 1960, el 20 de abril se encargaron tres Vickers Viscount. El presidente ghanés, Kwame Nkrumah, fue acusado de estar demasiado alineado con Occidente, por lo que firmó acuerdos con los soviéticos y, el 18 de agosto, se encargaron seis Ilyushin Il-18, con un coste de 670.000 libras cada uno. Tras una entrega prevista inicialmente para el 20 de noviembre, los dos primeros de los seis Il-18 se entregaron en Acra el 3 de diciembre, y su tripulación y mantenimiento fueron inicialmente realizados por personal soviético mientras se capacitaba al personal ghanés. Los aviones entraron en servicio en las rutas de Acra a Lagos y Dakar, a Adís Abeba vía Kano y a Nairobi vía Léopoldville (actual Kinsasa). Las ganancias netas del año 1960 ascendieron a 462.000 dólares estadounidenses. En noviembre de 1960, la URSS también entregó un Antonov An-12 a Ghana Airways.
En enero de 1961, la aerolínea encargó dos Boeing 707-420 con motor Rolls-Royce Conway, así como tres Vickers VC10. El pedido de los dos Boeing, valorado en 17.500.000 dólares estadounidenses, permitió a la aerolínea planificar vuelos a Estados Unidos a partir de julio de 1962, con planes adicionales para comenzar vuelos a Tokio y Sídney. El 4 de febrero de 1961 se inauguró un servicio semanal con los Britannia a Beirut, vía Kano y El Cairo, convirtiendo a Ghana Airways en la primera aerolínea de África Occidental en operar en la capital libanesa.
En enero de 1961 se informó que la administración de Nkrumah deseaba minimizar la influencia extranjera en los asuntos ghaneses y consideraba a Ghana Airways un símbolo fundamental de la soberanía de Ghana. El 14 de febrero de 1961, el gobierno ghanés llegó a un acuerdo con BOAC para comprar a esta última su participación del 40% en la aerolínea por un valor estimado de 160 000 libras esterlinas. El cheque fue entregado a Sir Duncan Cumming el 15 de febrero, quien al mismo tiempo firmó un contrato de renovación del contrato de asistencia administrativa, que databa de julio de 1958. Tras la entrega del segundo Britannia, en diciembre de 1960, los nuevos turbohélices sustituyeron a los aviones arrendados con tripulación de BOAC en la ruta de la aerolínea a Londres. En junio de 1961, Ghana Airways inició la primera conexión aérea sin escalas entre Acra y Londres, también utilizando aviones Britannia, y en julio el gobierno anunció la reorganización de la aerolínea. El pedido de dos Boeing 707, realizado en enero de 1961, se canceló en agosto debido a dificultades para financiar la compra; en 1961, la aerolínea perdió 800.000 dólares estadounidenses. La aerolínea recibió tres Viscount y dos Il-18 adicionales en 1962, totalizando ocho Ilyushin. El 4 de julio de 1962 se inauguró un vuelo semanal de Acra a Bamako con paradas en Kumasi y Tamale (Ghana), Uagadugú (Burkina Faso) y Mopti y Ségú (Mali), con un Douglas DC-3. El acuerdo de agrupación con BOAC finalizó en noviembre de 1962, tres años antes de su vencimiento previsto en julio de 1965, después de que Ghana Airways firmara un acuerdo de agrupación con Alitalia para los vuelos entre Acra y Roma. BOAC consideró que este acuerdo con la aerolínea italiana competía con su acuerdo con la aerolínea ghanesa, según el cual Ghana Airways estaría obligada a vender billetes para ambas aerolíneas en la ruta Acra-Londres, que en el caso de Alitalia sería operada vía Roma. Para enero de 1963, la relación con BOAC era prácticamente inexistente, ya que British United Airways asumió las funciones de agente general de ventas de la aerolínea en el Reino Unido y Cunard Eagle se encargaba del mantenimiento mayor de sus aeronaves. Sin embargo, BOAC continuó prestando servicios de asistencia en tierra a los pasajeros en el aeropuerto de Londres-Heathrow.
En 1963, la aerolínea operaba la siguiente red de rutas:
| Países                       | Destinos   | Aeropuertos                                   |
| África                       | África     | África                                        |
| ---------------------------- | ---------- | --------------------------------------------- |
| Costa de Marfil              | Abiyán     | Aeropuerto Port Bouet                         |
| Egipto                       | El Cairo   | Aeropuerto Internacional de El Cairo          |
| Eritrea                      | Asmara     | Aeropuerto Internacional de Asmara            |
| Etiopía                      | Adís Abeba | Aeropuerto Internacional Bole                 |
| Gambia                       | Banjul     | Aeropuerto Internacional Yundum               |
| Ghana                        | Acra       | Aeropuerto Internacional de Kotoka (HUB)      |
| Ghana                        | Kumasi     | Aeropuerto de Kumasi                          |
| Ghana                        | Takoradi   | Aeropuerto de Takoradi                        |
| Ghana                        | Tamale     | Aeropuerto de Tamale                          |
| Guinea                       | Conakri    | Aeropuerto Internacional Ahmed Sékou Touré    |
| Liberia                      | Monrovia   | Aeropuerto Internacional Roberts              |
| Mali                         | Bamako     | Aeropuerto Internacional de Bamako-Sénou      |
| Marruecos                    | Rabat      | Aeropuerto de Rabat-Salé                      |
| Nigeria                      | Kano       | Aeropuerto Internacional de Kano Mallam Aminu |
| Nigeria                      | Lagos      | Aeropuerto Internacional Murtala Muhammed     |
| Senegal                      | Dakar      | Aeropuerto Internacional Blaise Diagne        |
| Sierra Leona                 | Freetown   | Aeropuerto Internacional de Lungi             |
| Sudán                        | Jartum     | Aeropuerto Internacional de Jartum            |
| Asia                         |            |                                               |
| Federación de Arabia del Sur | Adén       | Aeropuerto Internacional de Adén              |
| Líbano                       | Beirut     | Aeropuerto Internacional Rafic Hariri         |
| Unión Soviética              | Moscú      | Aeropuerto Internacional de Moscú-Domodédovo  |
| Europa                       |            |                                               |
| Italia                       | Roma       | Aeropuerto de Roma-Fiumicino                  |
| Reino Unido                  | Londres    | Aeropuerto de Londres-Heathrow                |
| Suiza                        | Zúrich     | Aeropuerto Internacional de Zúrich            |

En septiembre de 1963, la aerolínea se unió a la Asociación Internacional de Transporte Aéreo, convirtiéndose en su nonagésimo tercer miembro, y devolvieron cuatro de sus ocho Il-18 a la Unión Soviética tras determinar que eran excedentes para las necesidades de la aerolínea. En 1961, se informó que en tres meses de operación en la ruta Acra-Jartum, la aerolínea había transportado solo 12 pasajeros de pago. También se informó en 1962 que la aerolínea solo utilizaba los aviones colectivamente durante no más de 36 horas de vuelo por semana. La aerolínea firmó un contrato de arrendamiento con Swissair en octubre de 1963 para la operación en régimen de arrendamiento con tripulación de aviones Convair 990 en la ruta Acra-Londres.
Los Viscount se pusieron a la venta en noviembre de 1964, y la aerolínea inició un acuerdo de agrupación con Nigeria Airways, que otorgó a Ghana Airways derechos de cabotaje desde Lagos a El Cairo y Beirut, vía Kano y Adís Abeba. A mediados de febrero de 1965, el contrato con Swissair finalizó, y el Vickers VC10 tomó su lugar. Ese mismo mes, los Britannia fueron retirados. El primer VC10 se entregó en Acra el 18 de diciembre de 1964 e inicialmente realizó vuelos de prueba y entrenamiento, antes de entrar en servicio el 15 de febrero de 1965 en la ruta a Londres. El segundo VC10 se entregó a la aerolínea en junio de 1965, lo que permitió el inicio de los servicios a Beirut. Ghana Airways operaba el avión con una configuración de 20 asientos en primera clase y 87 en clase económica.
Tras el golpe de Estado de febrero de 1966, que derrocó al régimen de Nkrumah, el nuevo Consejo de Liberación Nacional (CNL) tomó medidas para eliminar las rutas deficitarias de la red de Ghana Airways, que Nkrumah había mantenido abiertas para exhibir la bandera ghanesa. Sin embargo, el CNL continuó con la política de Nkrumah de ordenar a Ghana Airways operar rutas con criterios políticos, pero obligó a la aerolínea a suspender sus operaciones a El Cairo debido al apoyo que le brindó el presidente egipcio Gamal Abdel Nasser.
Los aviones soviéticos restantes, un Antonov An-12 y cuatro Il-18, fueron retirados en 1967. La ruta a Bamako, suspendida desde el golpe de Estado de febrero de 1966, se reanudó junto con Air Mali, que operó uno de sus Il-18 en la ruta. La aerolínea también firmó un acuerdo de pool con Nigeria Airways, en virtud del cual Ghana Airways utilizó aviones Fokker F27 nigerianos en rutas nacionales y Nigeria Airways empleó aviones Viscount de Ghana Airways en su ruta Lagos-Acra.
Los primeros McDonnell Douglas DC-9 se entregaron en 1975, y en 1976 la aerolínea añadió Lagos como escala en su ruta de Acra a Cotonú. Ese mismo año, la aerolínea encargó un McDonnell Douglas DC-10 y, mientras esperaba la entrega, alquiló un DC-10 a KLM Royal Dutch Airlines. El DC-10 de la aerolínea se entregó el 24 de febrero de 1983, y el avión alquilado a la aerolínea holandesa fue devuelto. Para entonces, la aerolínea había añadido nuevos destinos internacionales a su red de rutas, que incluían Ámsterdam, Duala, Fráncfort, Yeda, Libreville y Niamey. El DC-10 de la aerolínea también visitó las Indias Occidentales en nombre de Caribbean Airways, gracias a un contrato de arrendamiento con tripulación, renovado en enero de 1986, que permitía a la aeronave operar vuelos dos veces por semana a Barbados desde el Aeropuerto de Londres-Gatwick, entre sus rotaciones regulares Acra-Londres.
Los vuelos a Estados Unidos comenzaron en septiembre de 1994, cuando la aerolínea inició operaciones en el Aeropuerto Internacional John F. Kennedy de Nueva York con DC-10 arrendados a Skyjet dos veces por semana. En ese momento, Düsseldorf y Harare también figuraban en la red de rutas de la aerolínea. Para sus vuelos a Nueva York, la aerolínea posteriormente arrendaría un McDonnell Douglas MD-11 a World Airways. En 1995, Speedwing, la consultora de British Airways, obtuvo un contrato de dos años para gestionar la aerolínea. Después de que Ghana recibiera la categoría 1 de la Administración Federal de Aviación de los Estados Unidos, Ghana Airways pudo operar vuelos a la ciudad de Nueva York desde mediados de octubre de 1996 utilizando aviones DC-10 registrados en Ghana.

### Años finales (1999-2005)
La aerolínea firmó un acuerdo de cooperación con South African Airways el 25 de marzo de 1999, que vería a las dos aerolíneas aumentar los vuelos a casi diarios entre Johannesburgo y Acra, además de ofrecer más servicios entre África Occidental y África Oriental a los Estados Unidos. Como parte de la alianza, South African Airways cesó los vuelos a Dakar para enrutar sus vuelos a los Estados Unidos vía Acra. Los vuelos a Baltimore comenzaron en julio de 2000, y la ciudad de Maryland se convirtió en el segundo destino de los Estados Unidos para la aerolínea. Los vuelos a Dubái en los Emiratos Árabes Unidos se inauguraron en noviembre de 2000, junto con la reintroducción de los vuelos a Beirut, después de una pausa de treinta años. Banjul (Gambia) se agregó a la red de rutas en febrero de 2001 junto con Gambia International Airlines, y los vuelos continuaron hasta Baltimore, lo que marcó el primer servicio directo entre Gambia y los Estados Unidos. Las operaciones a Banjul no siempre funcionaron sin problemas. En enero de 2002, un grupo de pasajeros descontentos que viajaban a Baltimore amenazó con quemar el DC-10 y las oficinas de la aerolínea en el Aeropuerto Internacional Yundum tras quedar varados. Los empleados de la aerolínea les informaron que su vuelo del 13 de enero tenía previsto llegar a Banjul a las 10:00 h; sin embargo, al llegar al aeropuerto, se les informó que su avión había llegado a las 3:00 h y ya había salido con destino a Estados Unidos. Según los pasajeros, Ghana Airways había volado un avión completo a Banjul y había salido con destino a Baltimore. Un funcionario del aeropuerto confirmó que un incidente similar ocurrió el 6 de enero, después de que 40 pasajeros quedaran varados tras la llegada anticipada del vuelo a Banjul.
Uno de los DC-10 de la aerolínea fue incautado en el aeropuerto de Londres-Heathrow en junio de 2002, después de que un acreedor británico de la aerolínea obtuviera una sentencia judicial para recuperar unos 4 millones de libras esterlinas en deudas impagadas. Tras la incautación, Sam Jonah, entonces presidente de la aerolínea, declaró que Ghana Airways tenía una deuda de unos 160 millones de dólares estadounidenses y que la aerolínea necesitaría un socio extranjero para sobrevivir. También señaló que el acreedor británico liberó el avión después de que la aerolínea pagara 1 millón de dólares estadounidenses. El gobierno ghanés anunció en septiembre de 2002 la firma de un acuerdo con Nationwide Airlines, por el cual la aerolínea sudafricana asumiría la gestión de la aerolínea, que pasaría a llamarse Ghana Nationwide International Airlines. Nationwide, que superó a su rival British Midland, como parte del acuerdo, no asumiría la responsabilidad por las deudas de la aerolínea nacional. En febrero de 2003, Richard Anane, Ministro de Carreteras y Transporte, anunció que el gobierno se había retirado del acuerdo con Nationwide Airlines.
En junio de 2003, se anunció que British Midland había firmado un acuerdo con el gobierno ghanés para la creación de Fly Ghana Limited. La compañía, de la cual el gobierno poseería una acción de oro, operaría por tiempo indefinido como una entidad separada de Ghana Airways, momento en el cual ambas compañías se fusionarían en una sola que potencialmente se denominaría New Ghana Airways. Según el plan, British Midland suministraría a la aerolínea un Airbus A330-200 para vuelos a Londres, y otro A330-200 adicional para vuelos a Nueva York. Además, British Midland operaría un Fokker 100 en la red regional de rutas de la aerolínea, mientras que el DC-10 se desplegaría en las rutas internacionales secundarias de la aerolínea.
En julio de 2004, el Departamento de Transporte de los Estados Unidos (USDOT) prohibió a la aerolínea operar vuelos con origen o destino en Estados Unidos, mientras se llevaban a cabo investigaciones que la aerolínea había ignorado las órdenes de inmovilización de aeronaves inseguras y que operaba con una licencia vencida. Como resultado, la aerolínea se vio obligada a cancelar dos vuelos semanales al Aeropuerto Internacional John F. Kennedy y dos vuelos semanales al Aeropuerto Internacional de Baltimore-Washington. Según el portavoz del USDOT, la aerolínea había utilizado una aeronave cuya inmovilización de vuelos por orden de la Administración Federal de Aviación (FAA) había sido ordenada por el gobierno para los vuelos a la ciudad de Nueva York y Baltimore los días 24 y 26 de julio, respectivamente. La prohibición provocó la destitución de la junta directiva de Ghana Airways por parte del gobierno, quien asumió el control total de la aerolínea. Kwadwo Mpiani, jefe de Gabinete Presidencial, declaró que las medidas eran necesarias para evitar mayores daños a la aerolínea nacional. También afirmó que el gobierno se aseguraría de que la aerolínea pudiera recuperarse. Los comentarios fueron la continuación de un incidente ocurrido la semana anterior cuando pasajeros enojados tomaron como rehén a un piloto de Ghana Airways en el Aeropuerto Internacional de Kotoka.
En abril de 2005, se informó que Ethiopian Airlines estaba negociando con el gobierno de Acra para ayudar a mantener a flote a Ghana Airways. En un acuerdo, el gobierno conservaría una participación del 25% en la aerolínea, y el 40% restante se vendería a la aerolínea nacional etíope y a Ghana International Airlines. Ante la imposibilidad de cumplir con el pago de su deuda y la negativa del gobierno a inyectar más capital en la aerolínea, Ghana Airways fue liquidada en junio de 2005.
En diciembre de 2008, el gobierno liberó aproximadamente 2,25 millones de dólares al liquidador para pagar la última cuota de las indemnizaciones a los exempleados de Ghana Airways. Este tramo elevó el total pagado a los empleados ghaneses de la aerolínea a aproximadamente 7,8 millones de dólares. El Sindicato Nacional de Empleados del Transporte Aéreo de Nigeria condenó los pagos, alegando que los empleados nigerianos de la aerolínea solo habían recibido el 14% de sus prestaciones, mientras que los empleados ghaneses las habían recibido en su totalidad. El sindicato también alegó que fondos de la oficina de la aerolínea en Lagos se utilizaron para financiar la oficina del Alto Comisionado de Ghana en Abuya.

### Planes de reinicio
En 2020, el Gobierno de Ghana anunció un memorando de entendimiento con EgyptAir para reiniciar Ghana Airways. La aerolínea volvería a contratar a antiguos empleados de Ghana Airways y recibirá tres Boeing 787 Dreamliner. El Dr. Charles Wereko-Brobbey fue designado presidente de la nueva aerolínea, mientras que el soporte técnico será proporcionado por Egyptair y Boeing.
En mayo de 2025 el gobierno ghanés se reunió con representantes del gobierno de los Emiratos Árabes Unidos para obtener asistencia técnica para relanzar Ghana Airways.

## Antiguos destinos
En 2001, Ghana Airways volaba a los siguientes destinos:
| Países            | Destinos      | Aeropuertos                                      |
| África            | África        | África                                           |
| ----------------- | ------------- | ------------------------------------------------ |
| Benín             | Cotonú        | Aeropuerto de Cotonú-Cadjehoun                   |
| Costa de Marfil   | Abiyán        | Aeropuerto Port Bouet                            |
| Gambia            | Banjul        | Aeropuerto Internacional Yundum                  |
| Ghana             | Acra          | Aeropuerto Internacional de Kotoka (HUB)         |
| Guinea            | Conakri       | Aeropuerto Internacional Ahmed Sékou Touré       |
| Nigeria           | Lagos         | Aeropuerto Internacional Murtala Muhammed        |
| Senegal           | Dakar         | Aeropuerto Internacional Blaise Diagne           |
| Sierra Leona      | Freetown      | Aeropuerto Internacional de Lungi                |
| Sudáfrica         | Johannesburgo | Aeropuerto Int. de Johannesburgo-Oliver R. Tambo |
| Togo              | Lomé          | Aeropuerto de Lomé-Tokoin                        |
| Zimbabue          | Harare        | Aeropuerto Internacional de Harare               |
| Europa            |               |                                                  |
| Alemania          | Düsseldorf    | Aeropuerto Internacional de Düsseldorf           |
| España            | Las Palmas    | Aeropuerto de Gran Canaria                       |
| Italia            | Roma          | Aeropuerto de Roma-Fiumicino                     |
| Reino Unido       | Londres       | Aeropuerto de Londres-Heathrow                   |
| América del Norte |               |                                                  |
| Estados Unidos    | Baltimore     | Aeropuerto Internacional de Baltimore-Washington |
| Estados Unidos    | Nueva York    | Aeropuerto Internacional John F. Kennedy         |

## Flota histórica
Ghana Airways contó con las siguientes aeronaves en su flota:
| Aeronaves                 | Total | Introducido | Retirado | Matrículas                                                                                 |
| ------------------------- | ----- | ----------- | -------- | ------------------------------------------------------------------------------------------ |
| Airbus A320-200           | 1     | 2002        | 2002     | SU-LBD                                                                                     |
| Airbus A330-300           | 1     | 2003        | 2003     | C-FRAE                                                                                     |
| Antonov An-12             | 1     | 1961        | 1963     | 9G-AAZ                                                                                     |
| Boeing 377 Stratocruiser  | 1     | 1958        | 1959     | G-ANTX                                                                                     |
| Boeing 707                | 1     | 1977        | 1977     | LX-LGW                                                                                     |
| Bristol Britannia         | 3     | 1960        | 1965     | G-ANBC, 9G-AAG y 9G-AAH                                                                    |
| Convair 990 Coronado      | 1     | 1964        | 1965     | HB-ICE                                                                                     |
| De Havilland DH.114 Heron | 2     | 1958        | ??       | ??                                                                                         |
| Douglas DC-3/C-47         | 4     | 1959        | 1975     | 9G-AAF, 9G-AAE, 9G-AAD y 9G-AAC                                                            |
| Douglas DC-8              | 3     | 1976        | 1977     | N8016, 9G-ACG y N8184A                                                                     |
| Fokker F27 Friendship     | 3     | 1967        | 1999     | 5N-AAY, G-520A y G-524E                                                                    |
| Fokker F28 Fellowship     | 5     | 1971        | 1996     | LN-SUM, PH-ZAV, 9G-ABZ, 9G-ACA y 9G-ADA                                                    |
| Hawker Siddeley HS 748    | 3     | 1969        | 1981     | 9G-ABV, 9G-ABW y 9G-ABX                                                                    |
| Ilyushin Il-18            | 8     | 1960        | 1964     | 9G-AAI, 9G-AAJ, 9G-AAK, 9G-AAL, 9G-AAX, 9G-AAY, 9G-AAM y 9G-AAN                            |
| McDonnell Douglas DC-9    | 8     | 1976        | 2004     | 5N-COE (rrg. 9G-ACN), N914RW, 9G-ADT, N629HA (rrg. 9G-ADY), 9G-ADU, 5X-TWO, 5X-TRE, 9G-ACM |
| McDonnell Douglas DC-10   | 7     | 1981        | 2004     | 9G-PHN, 9G-AND, 9G-ANE, 9G-ANC, PH-DTL, 9G-ANB y 9G-ANA                                    |
| McDonnell Douglas MD-11   | 1     | 1994        | 1995     | N280WA                                                                                     |
| Short SC.7 Skyvan         | 1     | 1969        | 1971     | G-AWSG                                                                                     |
| Vickers VC10              | 2     | 1965        | 1980     | 9G-ABO y 9G-ABP                                                                            |
| Vickers Viscount          | 5     | 1961        | 1975     | D-ANUR, 9G-AAV, 9G-AAW, G-APNE y 9G-AAU                                                    |

## Accidentes e incidentes
- El 24 de abril de 1969, el Douglas C-47A 9G-AAF se estrelló durante la aproximación al aeropuerto de Takoradi, Ghana, matando a uno de los treinta y tres pasajeros y tripulantes. El avión estaba efectuando un vuelo regular doméstico de pasajeros desde el Aeropuerto Internacional de Kotoka, Acra.[36]